# Friss vér (Odaát)
A Fresh Blood az Odaát című televíziós sorozat harmadik évadjának hetedik epizódja.

## Cselekmény
A Winchester fiúk egy vámpír után nyomoznak, aki fiatal lányokat fertőz saját vérével, ezzel fajtabelivé változtatja őket.
Dean és Sam egy alkalommal éppen rajtaütnek a Dixon nevű férfin, aki azonban menekülni kezd egy sikátorban. Mikor a fivérek utánaszaladnak, váratlan személy állja útjukat: a börtönből megszökött Gordon Walker és társa, Kubrick, akik ekkor lőni kezdenek a fiúkra.
Dean és Sam ugyan sikeresen elmenekülnek a helyszínről, ám Gordont elfogja Dixon, és fészkébe, egy elhagyatott raktárba viszi, ahol több kikötözött vámpírrá változott fiatal lány is van. Mivel szidalmazni kezdi a fajtársait, Dixon megferzőzi Gordont saját vérével, aki ezután elkezd vámpírrá alakulni…
Dean ez idő alatt rájön, hogy valószínűleg Bela árulta el hollétüket Gordonnak, így halálosan megfenyegeti a lányt telefonon, mire az elmondja a fiúnak a vámpírvadász jelenlegi, pontos tartózkodási helyét (Bela ezt természetfeletti tárgyaival megidézett szellemektől tudja meg).
A fivérek elmennek az elhagyatott raktárhoz, ott azonban már csak Dixont és néhány lefejezett vámpírlányt találnak. Dixon elmondja, ezt mind az átváltozott Gordon tette, majd megkéri Deant, lőjje le, amit a fiú meg is tesz.
Gordon időközben meglátogatja Kubricket és elmondja neki, mi történt vele, majd előtte megfogadja: mihelyst sikerült neki végeznie Sam Winchesterrel, megöli magát. Kubrick ennek ellenére kést ránt volt barátja ellen, és megpróbálja ledöfni, ám Gordon megelőzi, és kezével átszúrja a férfit.
Mivel tudják, hogy előbb-utóbb rajtuk üt, Dean és Sam elbarikádozzák magukat motelszobájukban Gordon elől, ám a férfi megtalálja a módját, hogy kicsalogassa őket: felhívja őket telefonon, és közli, ha nem mennek az általa megadott raktárhoz egy megadott időn belül, meg fogja ölni túszát, egy fiatal lányt.
Így nincs mit tenni, Winchesterék a helyszínre sietnek, ahol rátalálnak a foglyul ejtett lányra, ám mikor megpróbálják kivinni az épületből, egy garázsajtó elválassza a két testvért egymástól. Míg Sam kénytelen felvenni a harcot a kétszer olyan erős Gordonnal, Deanre rátámad a túsz, akit a volt vadász szintén vámpírrá változtatott.
Dean a Colt segítségével hamar megöli a lányt, Sam összecsapása azonban hosszúra sikerül. Végül a fiú fölénybe kerül Gordonnal szemben, így kihasználva az alkalmat, egy lánccal levágja a férfi fejét.
A történtek után, mielőtt tovább indulnának Dean bütykölni kezdi Impaláját, majd öccsét is maga mellé hívja, hogy megtanítsa autót szerelni arra az időszakra, amikor ő már a Pokolban fog "vendégeskedni"…

## Természetfeletti lények

### Vámpírok
A vámpírok egyfajta legendabeli lények: emberekre hasonlítanak, ennek ellenére állatok és emberek vérével táplálkoznak, és a mondák ellenére nem mindegyik faj fél a fénytől.
Fizikai erejük nagy, étkezésüket két hosszúra nyújtható metszőfoggal végzik, az emberek szívdobbanását és szagát pedig kilométerekről megérzik. Elpusztítani vagy megsebezni őket olyan nyílvesszővel lehet, mely holtak vérével van bekenve.

## Időpontok és helyszínek
- 2007. ősze – ?

## Zenék
- Bad Company – Crazy Circles

## Külső hivatkozások
- Supernatural-Fresh Blood az Internet Movie Database oldalon (angolul)